# Pauvre Mère
Pauvre Mère è un cortometraggio del 1906 diretto da Albert Capellani.
Prodotto da Ferdinand Zecca e distribuito dalla Pathé Frères. Albert Capellani in questo film usa l'effetto della dissolvenza.

## Trama
Una donna sta lavorando alla sua macchina da cucire, mentre sua figlia gioca con una bambola. La bambina annoiata guarda fuori dalla finestra scivolando giù per la strada. La bambina muore ed un anno dopo la donna impazzisce dal dolore e muore.

## Conosciuto anche come
- Poor Mother